# Jacek Szepietowski
Jacek Cezary Szepietowski (ur. 19 lipca 1966 we Wrocławiu) – polski dermatolog i wenerolog, profesor nauk medycznych, doktor honoris causa. Kierownik Katedry i Kliniki Dermatologii, Wenerologii i Alergologii Uniwersytetu Medycznego im. Piastów Śląskich we Wrocławiu, prezes Polskiego Towarzystwa Dermatologicznego (2008–2016 i od 2023). Jego główne zainteresowania naukowe to świąd skóry, psychodermatologia, hidradenitis suppurativa i immunologia kliniczna ze szczególnym uwzględnieniem przewlekłego stanu zapalnego skóry.

## Działalność naukowo-dydaktyczna
Ukończył studia w Akademii Medycznej we Wrocławiu z wyróżnieniem w 1991 r. i podjął pracę w Katedrze i Klinice Dermatologii, Wenerologii i Alergologii Akademii Medycznej we Wrocławiu, zajmując kolejno stanowiska: asystenta, adiunkta, profesora nadzwyczajnego i profesora zwyczajnego. W 1994 r. uzyskał I stopień, a w 1997 r. z wyróżnieniem II stopień specjalizacji z dermatologii i wenerologii. W 1996 r. otrzymał stopień doktora nauk medycznych, w 1999 r. doktora habilitowanego, a w 2004 r. tytuł profesora.
Autor ponad 700 publikacji naukowych: autor lub redaktor 17 książek, ponad 80 rozdziałów w książkach krajowych i zagranicznych oraz ponad 500 komunikatów zjazdowych.
Odbył staże naukowe w Utrechcie (1993), Edynburgu (1996, 1998) i Nagoi (2000).

### Osiągnięcia
Najważniejsze osiągnięcia (realizowane w zespołach eksperckich/badawczych):
- opracowanie klasyfikacji klinicznej świądu skóry;
- opracowanie klasyfikacji świądu polekowego;
- opracowanie klasyfikacji samouszkodzeń skóry;
- wykazanie obniżenia ekspresji receptorów kappa opioidowych w skórze chorych ze świądem łuszczycowym i świądem mocznicowym;
- wykazanie istotnego wpływy świądu przewlekłego różnego rodzaju na aspekty psychospołeczne chorych;
- wykazanie zwiększonej ekspresji TNF-alfa i interleukiny 17 u chorych na hidradenitis suppurativa.

### Kariera akademicka
Pełnione funkcje: kierownik Katedry i Kliniki Dermatologii, Wenerologii i Alergologii Uniwersytetu Medycznego we Wrocławiu, prorektor ds. rozwoju uczelni Uniwersytetu Medycznego we Wrocławiu (kadencja 2011–2020), współorganizator i pierwszy rektor Wyższej Szkoły Medycznej w Legnicy (2004–2005), dyrektor Instytutu Immunologii i Terapii Doświadczalnej im. Ludwika Hirszfelda PAN we Wrocławiu (2007–2011) oraz kierownik Zakładu Immunologii Lekarskiej tego instytutu, członek Zespołu Medycznego Państwowej Komisji Akredytacyjnej (2008–2011), członek Komitetu Immunologii i Etiologii Zakażeń Człowieka Polskiej Akademii Nauk (2008–2011).
Promotor 34 rozpraw doktorskich, recenzent 66 rozpraw doktorskich, w tym 7 spoza Polski (Sztokholm, Oulu, Moskwa, Kowno), 22 rozpraw habilitacyjnych, 15 wniosków o nadanie tytułu profesora oraz 4 o mianowanie na stanowisko profesora w Izraelu, Libanie, Rumunii i Estonii. Do wypromowanych przez niego doktorów należy Adam Reich.
W 2020 r. został uhonorowany członkostwem rzeczywistym Królewskiego Kolegium Lekarskiego (Fellow, Royal College of Physicians) w Edynburgu w Wielkiej Brytanii, również w 2020 r. otrzymał tytuł doktora Honoris Causa Caucasus International University w Tbilisi w Gruzji.

### Członkostwo w towarzystwach naukowych
Prezes Polskiego Towarzystwa Dermatologicznego (honorowy prezes w latach 2016–2023), prezydent European Society for Dermatology and Psychiatry, były prezydent International Forum for the Study of Itch (2011–2015), członek zarządu European Academy of Dermatology and Venereology (2013–2019), członek zarządów: International Society of Dermatology (wiceprezydent w latach 2009–2013), International Forum for the Study of Itch i Euro-Asian Association of Dermatovenereologist, przewodniczący Project Proposal and Review Committee European Academy of Dermatology and Venereology, przewodniczący Education Committee of International Society of Dermatology. W latach 2000–2008 r. był członkiem zarządu European Confederation of Medical Mycology, a w latach 2014–2019 członkiem zarządu European Society of Cutaneous Lupus Erythematosus.
Członek honorowy: Sigma Xi: The Scientific Research Society (USA), Italian Society of Dermatology and Sexually Transmitted Diseases, French Society of Dermatology, Georgian Association of Dermatovenereologist, Georgian Association of Photodermatology and Skin Cancer, Serbian Association of Dermatovenereologists Belarusian Society of Dermatovenereologists and Cosmetologists, National Alliance of Dermatologists and Cosmetologists of Russia, Ethiopian Society of Dermatology, Association of Dermatolovenereologis of Uzbekistan, Slovak Society of Aesthetic and Cosmetic Dermatology, Kaunas Society cof Dermatology, Cosmetic Dermatology Society of India i Psychodermatology Association of India.

### Wystąpienia
W 2004 r. był wiceprezydentem 10th Congress of the European Confederation of Medical Mycology (Wrocław), w 2007 r. prezydentem 12th Congress of the European Society for Dermatology and Psychiatry (Wrocław), w 2013 r. prezydentem 10th Spring Symposium of European Academy of Dermatology and Venereology (Kraków), w 2017 r. prezydentem 9th World Congress on Itch (Wrocław) oraz w 2018 prezydentem 8th Conference of the European Hidradenitis Suppurativa Foundation (Wrocław).

### Członkostwo w komitetach redakcyjnych czasopism
Section Editor czasopisma „Acta Dermato-Venereologica”, Associate Editor czasopisma „Dermatology”, Deputy Editor czasopisma „Mycoses”, Academic Editor czasopisma „Mediators of Inflammation”, członek komitetów redakcyjnych licznych czasopism międzynarodowych i krajowych.

## Działalność gospodarcza
Od 2022 jest wiceprezesem spółki z o.o. Nuvamed, zarządzającej wrocławskim centrum medycznym, w której posiada udziały mniejszościowe o wartości 308 tys. zł.

## Najważniejsze publikacje książkowe
1. Szepietowski J, Baran W. Terapia w dermatologii. Warszawa, Polska: PZWL; 2019.
2. Szepietowski JC, Weisshaar E, eds. Itch: Management in Clinical Practice. Basel, Switzerland: Karger; 2016.
3. Szepietowski J, Pacan P, Reich A, Grzesiak M, red. Psychodermatologia. Wrocław, Polska: Wydawnictwo Uniwersytetu Medycznego we Wrocławiu; 2012.
4. Samotij D, Szepietowski J. Choroby skóry – ilustrowany przewodnik dla lekarzy rodzinnych. Gdańsk, Polska: Wydawnictwo AsteriaMed; 2015.
5. Szepietowski J, Reich A. Świąd – patomechanizm, klinika, leczenie. Poznań, Polska: Termedia Wydawnictwa Medyczne; 2010.
6. Szepietowski J, Reich A, red. Dermatologia – co nowego? Wrocław, Polska: Wydawnictwo Cornetis; 2009.
7. Szepietowski J, red. Leczenie chorób skóry i chorób przenoszonych drogą płciową. Warszawa, Polska: PZWL; 2002.
8. Szepietowski J. Grzybice skóry i paznokci. Kraków, Polska: Wydawnictwo Medycyna Praktyczna; 2001.
9. Wąsik F, Baran E, Szepietowski J. Zarys dermatologii klinicznej. Wrocław, Polska: Wydawnictwo Volumed; 1995.
10. Wąsik F, Baran E, Szepietowski J. Atlas chorób skóry. Wrocław, Polska: Wydawnictwo Volumed; 1993.

## Odznaczenia
Został odznaczony International League of Dermatological Societies Certificate of Appreciation, Krzyżem Kawalerskim (2011) i Oficerskim (2020) Orderu Odrodzenia Polski, Srebrnym Krzyżem Zasługi (2002), Medalem Komisji Edukacji Narodowej, Odznaką Honorową „Za zasługi dla ochrony zdrowia” oraz Odznaką Honorową „Za zasługi dla turystyki”.